# Oxalis lindaviana
Oxalis lindaviana är en harsyreväxtart som beskrevs av Schlechter. Oxalis lindaviana ingår i släktet oxalisar, och familjen harsyreväxter. Inga underarter finns listade i Catalogue of Life.